# Glomeremus
Glomeremus Karny, 1937 è un genere di insetti ortotteri della famiglia Gryllacrididae.

## Tassonomia
Comprende le seguenti specie:
- Glomeremus brevifalcatus (Brunner von Wattenwyl, 1888)
- Glomeremus capitatus Uvarov, 1957
- Glomeremus chimaera (Griffini, 1911)
- Glomeremus falcifer (Sjöstedt, 1910)
- Glomeremus feanus (Griffini, 1908)
- Glomeremus glomerinus (Gerstaecker, 1860)
- Glomeremus kilimandjaricus (Sjöstedt, 1910)
- Glomeremus marginatus (Brunner von Wattenwyl, 1888)
- Glomeremus mediopictus Uvarov, 1957
- Glomeremus nitidus (Karsch, 1893)
- Glomeremus obtusus (Karny, 1929)
- Glomeremus orchidophilus Hugel, 2010
- Glomeremus paraorchidophilus Hugel, 2010
- Glomeremus pileatus (Krauss, 1902)
- Glomeremus shelfordi (Griffini, 1909)
- Glomeremus sphingoides (Karny, 1929)
- Glomeremus sphinx (Gerstaecker, 1860)
- Glomeremus tikasignatus Hugel, 2010

## Biologia
Sono ortotteri privi di ali e dalle abitudini notturne. 
Glomeremus orchidophilus è noto come impollinatore dell'orchidea Angraecum cadetii, unico caso noto di orchidea impollinata da un ortottero.